# Anne Harrington
Anne Harrington née le 20 juin 1960 est une historienne des sciences américaine, elle est professeur en Histoire de la Science à l'université de Harvard.

## Biographie
Spécialisée dans l'histoire de la psychiatrie, de la neuro-science et d'autres sciences du comportement, elle a reçu un PhD dans l'histoire des sciences à l'université d'Oxford.
Elle est membre du conseil d'administration du Mind and Life Institute qui s'attache à explorer la relation de la science et du bouddhisme.